# سانتزا
سانتزا (به ایتالیایی: Sanza) یک کومونه در ایتالیا است که در استان سالرنو واقع شده‌است. سانتزا ۱۲۶ کیلومتر مربع مساحت و ۳٬۰۰۷ نفر جمعیت دارد و ۵۵۸ متر بالاتر از سطح دریا واقع شده‌است.

## خواهرخوانده
شهر Klettgau خواهرخواندهٔ سانتزا هست.